# Nornica ruda
Nornica ruda (Clethrionomys glareolus) – gatunek ssaka z podrodziny karczowników (Arvicolinae) w obrębie rodziny chomikowatych (Cricetidae).

## Zasięg występowania
Nornica ruda występuje w zachodniej Europie od wybrzeża Oceanu Atlantyckiego na wschód do rzeki Jenisej, północna granica wyznaczona przez arktyczną tundrę i południowa granica często pokrywa się z pasmami górskimi: Pirenejami, Alpami, Apeninami i Starą Płaniną w południowej Europie, Górami Pontyjskimi w Anatolii oraz Ałtajem i Sajanach w środkowej Azji; gatunek rozpowszechniony na wyspach u wybrzeży Oceanu Atlantyckiego i Morza Bałtyckiego. Introdukowany w południowo-zachodniej Irlandii.

## Taksonomia
Gatunek po raz pierwszy zgodnie z zasadami nazewnictwa binominalnego opisał w 1780 roku niemiecki przyrodnik Johann Christian Daniel von Schreber nadając mu nazwę Mus glareolus. Holotyp pochodził z wyspy Lolland, w Danii.
C. glareolus był zaliczony do Evotomys lub Myodes – Evotomys jest obecnie traktowany jako młodszy synonim Clethrionomys natomiast Myodes jako młodszy synonim Lemmus. Takson ten jest bliżej spokrewniony z C. centralis i Alticola macrotis niż z C. rutilus. W przeszłości i obecnie krzyżuje się z C. rutilus w strefie gdzie są sympatryczne; wszystkie osobniki o obcym genomie mitochondrialnym to C. glareolus. Niektóre źródła podają liczbę dwudziestu sześciu podgatunków w samej Europie Zachodniej; inne podają od dziesięciu do trzynastu podgatunków z całego obszaru występowania. Badania filogeograficzne z wykorzystaniem markerów molekularnych pozwoliły odtworzyć złożoną historię ewolucyjną i przetrwanie w wielu ostojach glacjalnych. Autorzy Illustrated Checklist of the Mammals of the World uznają ten takson za gatunek monotypowy.

### Etymologia
- Clethrionomys: gr. κλειθρον kleithron „zarośla, żywopłot”[53]; μυς mus, μυος muos „mysz”[54].
- glareolus: łac. glareolus „koloru żwiru”, od glarea „żwir”[55].

## Morfologia
Długość ciała (bez ogona) 80–135 mm, długość ogona 32–72 mm; masa ciała 16–21 g. Jeden z drobniejszych gryzoni nornikowatych występujących w Polsce. Średniej wielkości, o wydłużonym ciele i średnim, słabo owłosionym ogonie, pokrytym pierścieniowatymi łuskami. Oczy duże, pyszczek lekko zaostrzony z wąsami, uszy duże szerokie, zaokrąglone, cienkie. Nozdrza różowawe, nieowłosione. Charakteryzuje się szarym ubarwieniem sierści futerka grzbietowej strony ciała z odcieniem rudawym, często mocno zaznaczonym. Boki i brzuszna strona ciała jest szara, a ogon zwierzęcia jest dwubarwny.
UzębienieSiekacze mają kształt dłutowaty, ciągle rosną, a ostrość zachowują dzięki temu, że szkliwo znajduje się jedynie na przedniej ich powierzchni, zęby trzonowe o niskich koronach, z trzema rzędami guzków.

## Ekologia
Preferencje siedliskoweGatunek leśny, zamieszkujący głównie lasy liściaste i mieszane z dobrze rozbudowaną warstwą podszytu. Spotykana także w śródpolnych zaroślach i zadrzewionych dolinach rzecznych. W górach występuje aż do górnej granicy kosodrzewiny.
Tryb życiaProwadzi zmierzchowo-nocny tryb życia, ale wychodzi również za dnia w poszukiwaniu pokarmu. Buduje system korytarzy tuż pod powierzchnią ziemi lub w gęstym runie. Dobrze wspina się po pniach i gałęziach drzew. Wije kuliste gniazda z rozdrobnionych roślin i mchów, umieszczone w spróchniałych pniach lub pod ziemią.
PożywienieJak większość karczowników żywi się pokarmem mieszanym – wiosną i latem są to liście, zioła, owady, larwy, nasiona, pąki drzew, kora, porosty, a czasem pokarm zwierzęcy. Jesienią i zimą żywi się owocami, nasionami, nadziemnymi częściami roślin zielonych, a także kłączami oraz bezkręgowcami. Na zimę gromadzi zapasy pokarmu, głównie nasion. Przy niedoborze pożywienia żeruje na korze młodych drzew i wówczas jest traktowana jako szkodnik, zwłaszcza w szkółkach leśnych. W razie braku dostatecznej ilości pokarmu ciężarne samice mogą wchłaniać zarodki uzyskując składniki odżywcze. Ciężarna samica nornicy rudej zjada więcej bezkręgowców niż samica nie zaangażowana w rodzicielstwo. Przeciętna nornica potrzebuje około 25 g świeżej paszy zielonej lub 5 g paszy treściwej, to jest około 15 kcal/dobę. Przeciętne zwierzę tego gatunku może przeżyć bez pokarmu około pięciu dni.
RozródRozród nornic rudych trwa zazwyczaj od kwietnia do października. Ciąża trwa 18–21 dni. W miocie rodzi się od 2 do 8 młodych (zazwyczaj 3–5), które otwierają oczy po 9-10 dniach, odżywiają się mlekiem matki przez 14 dni, a samodzielność uzyskują po trzech tygodniach. Dojrzałość płciową osiągają w wieku 8 – 9 tygodni. Rozmnażanie jest bardzo intensywne - nornica ruda w ciągu jednego roku może wyprowadzić 4 mioty, co daje średnio 20 młodych rocznie.
WrogowieSowa, myszołów zwyczajny, lis rudy, kuna, tchórz zwyczajny, wydra europejska, kot domowy.
Nornice rude pojawiają się szczególnie licznie po latach największego, masowego obradzania drzew. Łatwe i nieograniczone zdobywanie pokarmu sprawia, że nornice rozmnażają się również zimą, co doprowadza do bardzo dużych zagęszczeń populacji wiosną i latem. Takie masowe pojawianie się gryzoni trwa jedynie jeden sezon, a w kolejnych latach, o niewielkim owocowaniu drzew, liczebność nornic maleje.
Może być nosicielem hantawirusa wywołującego u ludzi gorączkę krwotoczną z zespołem nerkowym.